# Nakhi

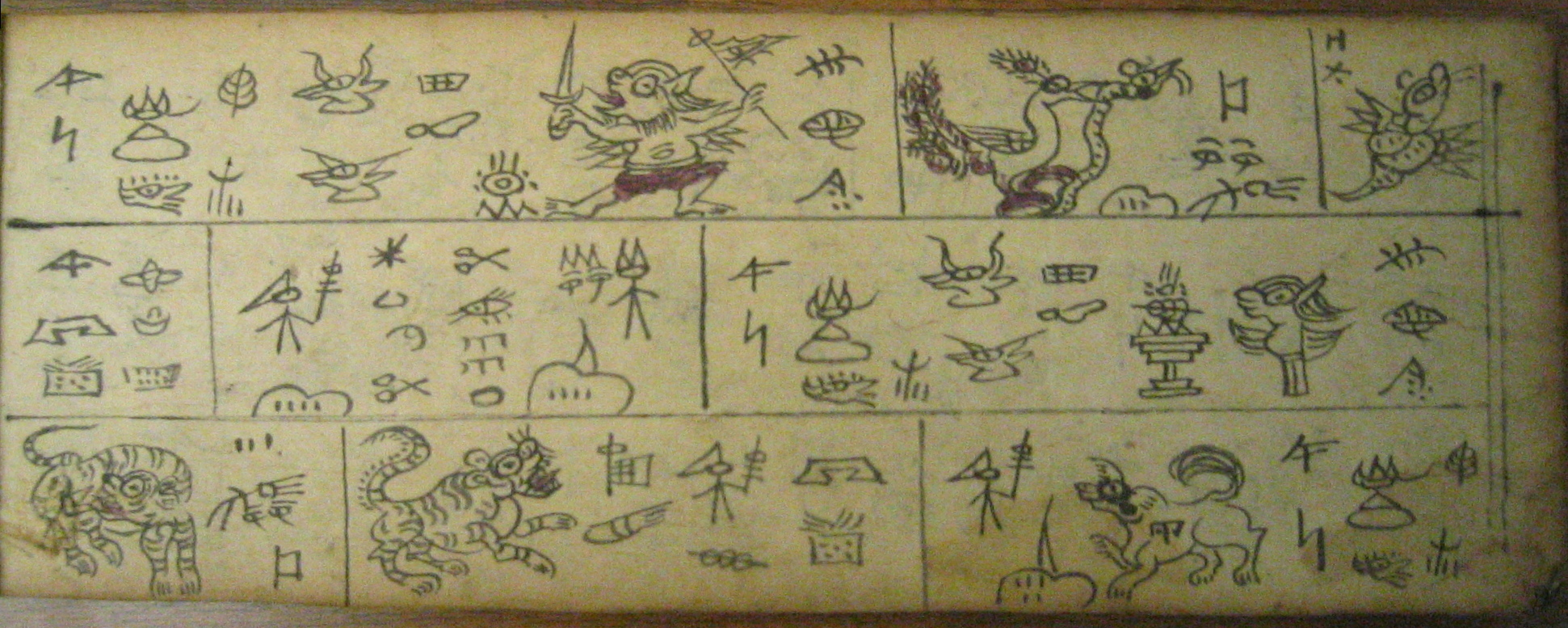
Utsmyckad dongbaskrift

Nakhi (traditionell kinesiska: 納西?, förenklad kinesiska: 纳西?, pinyin: Nàxī) är ett av de 56 minoritetsfolk som officiellt erkänns i Kina. De flesta talar nakhi.
Nakhi-folkets schamaner använde sig traditionellt av ett eget bildskriftspråk dongba. Trots att det är ett relativt enkelt skriftspråk finns det idag inte många nakhi som kan skriva med det.
De flesta nakhi bor i Yunnan-provinsen i sydvästra Kina. Det finns ungefär 260 000 nakhi och centrum för nakhi-kulturen är staden Lijiang som står med på Unescos världskulturarvslista. Det sägs att nakhi härstammar ifrån tibetanska nomader.